# Давид Хилберт
Давѝд Хѝлберт (на немски: David Hilbert) е германски математик, нареждан сред най-влиятелните на 19 и 20 век.
Своята известност на велик математик дължи на създаването и развиването на голям кръг математически теории като теорията на инвариантите, аксиоматизация на геометрията, както и на идеята за хилбертово пространство – основа на функционалния анализ.
Хилберт и неговите студенти развиват съществени части от математическия апарат, необходим за квантовата механика и общата теория на относителността.

## Биография

### Ранни години
Давид Хилберт е първото от двете деца в семейството на юриста Ото Хилберт и съпругата му Мария Терезе Хилберт. Той е роден на 23 януари 1862 година в Източна Прусия – в Кьонигсберг, както сам той твърди, или в близкия Велау, където по това време работи баща му. Майката е от търговско семейство и има интереси в областта на астрономията, философията и приложната математика.
През есента на 1872 година Давид Хилберт постъпва в гимназията „Фридрихсколег“ (посещавана някога и от Имануел Кант), а година преди завършването се премества в гимназията „Вилхелм“, където е засилено обучението по естествени науки. Там не показва някакви забележителни способности.
През 1880 година Хилберт започва следването си в Кьонигсбергския университет, наричан „Албертина“ – първокласно учебно заведение със забележителни традиции в областта на математиката. Там Хайнрих Вебер пръв забелязва математическата надареност на младия студент. През пролетта на 1882 година Хилберт се запознава с Херман Минковски – две години по-млад негов съгражданин, които завършва гимназия по-рано от обичайното и учи три семестъра в Берлин, преди да се върна в Кьонигсберг. През 1884 година от Гьотинген в Кьонигсберг пристига и Адолф Хурвиц, който става извънреден професор. Това поставя началото на активно и плодотворно сътрудничество между тримата, като Хилберт и Минковски си оказват силно взаимно влияние през цялата си кариера.
През 1885 година под ръководството на Фердинанд фон Линдеман Хилберт защитава докторска дисертация на тема „За инвариантните свойства на специалните бинарни форми, по-специално на сферичните хармонични функции“ („Über invariante Eigenschaften spezieller binärer Formen, insbesondere der Kugelfunktionen“). След оживена кореспонденция с Феликс Клайн и по негова препоръка Хилберт отива за няколко месеца в Париж, където се запознава и работи с Шарл Ермит, Камий Жордан, Анри Поанкаре.

### В Кьонигсбергския университет
През 1886 година е Хилберт е хабилитиран с един труд върху теорията на инвариантите и става приватдоцент. През 1892 г. вече е извънреден професор, а през 1893 година получава редовна професура. През 1892 г. Хилберт се жени за дългогодишната си приятелка Кете Йерош (1864 – 1945), дъщеря на местен търговец. В Кьонигсберг се ражда единственото им дете – Франц Хилберт (1893 – 1969). През целия си живот Франц страда от недиагностицирано психическо заболяване, а ограничените му умствени способности са причина за тежко разочарование за неговия баща.

### В Гьотингенския университет
През 1895 година, отново по настояване на Феликс Клайн, Хилберт е назначен за професор по математика в Гьотингенския университет, който по това време е водещ световен център на математическите изследвания. Той остава там до пенсионирането си през 1930 година.
Под негово ръководство в университета са защитени 69 доктората, включително от Ото Блументал (1898), Феликс Бернщайн (1901), Херман Вайл (1908), Рихард Курант (1910), Ерих Хеке (1910), Хуго Щайнхаус (1911), Вилхелм Акерман (1925). Сред студентите на Хилберт са още логикът Ернст Цермело, философът на науката Карл Густав Хемпел, дългогодишният световен шампион по шахмат Емануел Ласкер. Известно време негов асистент е Джон фон Нойман, а в социалния му кръг са и други известни математици, като Еми Ньотер и Алонсо Чърч.
През 1915 г. в Гьотинген по покана на Хилберт пристига Айнщайн и тази среща е последвана от плодотворно сътрудничество между двамата, намерило израз в серия от статии, в които двамата поотделно формулират диференциални уравнения на гравитационното поле в рамките на Общата теория на относителността.
Хилберт остава верен на Гьотингенския университет въпреки многобройните покани, отправяни към него от други университети и академии. Между 1902 и 1939 година той е и редактор на авторитетното математическо списание „Математише Анален“.

### Последни години
По времето на Хитлер в Германия група от най-известните хора на науката и изкуството излизат с декларация „Към културния свят“, в която уверяват, че те както и целият немски народ стоят твърдо зад кайзера. Хилберт отказва да подпише декларацията и изпада задълго в немилост сред официалните кръгове. Това не му попречва да продължи математическите си изследвания. Изтърпява и военно-временните лишения. Най-съкрушително за Хилберт обаче е, че колегите му един по един са принудени от режима да напуснат университета и той остава почти сам. Когато един нацистки министър на просветата го запитал: „А как е математиката в Гьотинген сега, след като тя се освободи от еврейското влияние?“, Хилберт отговорил: „Математиката в Гьотинген? Няма повече такова нещо.“
В своята научна школа Хилберт не позволява никакви предразсъдъци – национални, сексуални или расови.
През 1917 г. пише достоен некролог за Жан Гастон Дарбу, чиято страна е във война с Германия. Помага на Еми Ньотер да получи пост, въпреки че дотогава не е имало в университета жена приватдоцент. Още от най-ранното си приятелство с Минковски и Хурвиц за него няма значение дали са арийци или не. За него е важна само науката. Когато в Кьонигсберг получава почетно гражданство, Хилберт произнася вълнуваща реч и завършва с думите: „Ние трябва да знаем. Ние ще знаем.“ Тези думи са написани на гроба на великия учен в Гьотинген.
Умира на 14 февруари 1943 г.

## Творчество
Научната биография на Хилберт рязко се разделя на периоди, свързани с посвещаването му на дадена област от математиката:
- теория на инвариантите (1885 – 1893);
- теория на алгебричните числа (1893 – 1898);
- основи на геометрията (1898 – 1902);
- принцип на Дирихле и свързаните с него проблеми от вариационното смятане и диференциалните уравнения (1900 – 1906);
- теория на интегралните уравнения (1900 – 1910);
- решение на задачата на Уоринг в теорията на числата (1908 – 1909);
- основи на математическата физика (1910 – 1922);
- логически основи на математиката (1922 – 1939).

Върхът на изследванията на Д. Хилберт в теорията на числата са докладът му „Теория на алгебричните числови полета“ (1899) и доказателството му на хипотезата на Уоринг. Той поставя геометрията на строго аксиоматична основа в работата си „Основи на геометрията“ (1899). Трудовете му по интегрални уравнения и вариационно смятане оказват голямо влияние върху съвременния анализ и по-специално върху спектралната теория на линейни оператори. Хилберт работи успешно и върху проблеми на теоретичната физика и по-специално върху кинетичната теория на газовете и общата теория на относителността. Като участва в развитието на теорията на множествата и в отговор на появилите се трудности в основите на математиката той създава своята теория на доказателствата, с което става главен представител на формалисткото направление в обосноваването на математиката.
В резултат от привързаността на Хилберт към проблемите на математическата логика и основите на математиката към науката бе добавена една цяла нова област на изследване – метаматематиката.
Днес математиците разполагат с хилбертово пространство, неравенство на Хилберт, хилбертова трансформация, инвариантен интеграл на Хилберт, теорема на Хилберт за неразложимост, теорема на Хилберт за бази, аксиоми на Хилберт, хилбертови подгрупи, полета от класове на Хилберт и т.н. Цялото това богатство е плод на гениален ум и на много труд.
В 1900 г. на световния математически конгрес в Париж Давид Хилберт поставя пред математическата общност и обсъжда 23 проблема, чието решаване той представя като ориентир и предизвикателство за започващото столетие. Те стават известни като „Хилбертови проблеми“.
На български език е преведена монографията Основи на Геометрията, като изданието съдържа още и десет статии с по-общ характер.